# 胡亚枫
胡亚枫（1958年10月—），山东曹县人，汉族，中国共产党党员。中华人民共和国政治人物、第十三届全国人民代表大会黑龙江地区代表。曾任黑龙江省人大常委会副主任。

## 生平
2018年2月24日，当选为第十三届全国人大代表。